# PHASES-Score
Der PHASES-Score ist ein Scoring-System, mit dem das Rupturrisiko eines intrakraniellen Aneurysmas, einer Aussackung der Hirnarterien, über einen Zeitraum von fünf Jahren abgeschätzt werden kann. PHASES ist ein Akronym der verwendeten Variablen: P = Population, H = Hypertension (Bluthochdruck), A = Age (Alter), S = Size (Größe), E = earlier SAH from another aneurysm (frühere Subarachnoidalblutung infolge eines anderen Aneurysmas), S = Site (Ort des Aneurysmas). 
| Variable                                                  | Kategorie | Punkte |
| --------------------------------------------------------- | --- | ------ |
| Population                                                | Nordamerikanisch, Europäisch (außer Finnisch) | 0      |
| Population                                                | Japanisch | 3      |
| Population                                                | Finnisch | 5      |
| Bluthochdruck                                             | Nein | 0      |
| Bluthochdruck                                             | Ja | 1      |
| Alter der Person                                          | < 70 Jahre | 0      |
| Alter der Person                                          | ≥ 70 Jahre | 1      |
| Größe des Aneurysmas                                      | < 7,0 mm | 0      |
| Größe des Aneurysmas                                      | 7,0–9,9 mm | 3      |
| Größe des Aneurysmas                                      | 10,0–19,9 mm | 6      |
| Größe des Aneurysmas                                      | ≥ 20,0 mm | 10     |
| Frühere Subarachnoidalblutung durch ein anderes Aneurysma | Nein | 0      |
| Frühere Subarachnoidalblutung durch ein anderes Aneurysma | Ja | 1      |
| Ort des Aneurysmas                                        | Arteria carotis interna | 0      |
| Ort des Aneurysmas                                        | Arteria cerebri media | 2      |
| Ort des Aneurysmas                                        | Arteria cerebri anterior, Arteria communicans posterior, Arterien der hinteren Zirkulation (Arteria cerebri posterior, Arteria vertebralis, Arteria basilaris, Kleinhirnarterien) | 4      |

| PHASES-Score | 5-Jahres-Risiko einer Aneurysmaruptur |
| ------------ | ------------------------------------- |
| ≤ 2          | 0,4 %                                 |
| 3            | 0,7 %                                 |
| 4            | 0,9 %                                 |
| 5            | 1,3 %                                 |
| 6            | 1,7 %                                 |
| 7            | 2,4 %                                 |
| 8            | 3,2 %                                 |
| 9            | 4,3 %                                 |
| 10           | 5,3 %                                 |
| 11           | 7,2 %                                 |
| ≥ 12         | 17,8 %                                |

## Geschichte
Der PHASES-Score wurde 2013 veröffentlicht und beruht auf sechs prospektiven Studien mit 8382 Teilnehmern. Ein höherer PHASES-Score ist mit einem erhöhtem Risiko für die Größenzunahme eines Aneurysmas assoziiert. Die Form des Aneurysmas, die mit einem erhöhten Rupturrisiko assoziiert sein kann, ging nicht in den Score ein.